# Rhamphobrachium brevibrachiatum
Rhamphobrachium brevibrachiatum är en ringmaskart som först beskrevs av Ehlers 1875.  Rhamphobrachium brevibrachiatum ingår i släktet Rhamphobrachium och familjen Onuphidae.
Artens utbredningsområde är Mexikanska golfen. Arten har ej påträffats i Sverige. Inga underarter finns listade i Catalogue of Life.